# Hector Frederik Estrup Jungersen
Hector Frederik Estrup Jungersen (Dejbjerg, 13 gennaio 1854 – 6 marzo 1917) è stato uno zoologo danese.
Hector F. E. Jungersen si laureò in zoologia nel 1877 e ottenne nel 1889 il dottorato in scienze. Poco dopo la laurea, nel 1879, entrò alla Metropolitanskolen di Copenaghen, dove fu assistente professore dal 1882 al 1899. Durante gli anni 1886-1901 fu anche docente presso il vicino Polytekniske Læreanstalt. Nel 1899 successe a Christian Frederik Lütken alla cattedra di zoologia e al posto di direttore del museo zoologico (dipartimento dei vertebrati) presso l'Università di Copenaghen. Ne divenne il rettore nell'anno accademico 1912-13.
Jungersen era un sostenitore dell'anatomia comparata evolutiva. I suoi contributi più significativi sono nel campo dell'ittiotomia, ossia dell'anatomia dei pesci. Nel 1895-96 partecipò come zoologo alla Spedizione Ingolf, nelle acque oceaniche tra la Groenlandia e l'Islanda. Durante il suo servizio nella spedizione, scrisse un articolo sulla vita marina in acque profonde e sulla sua distribuzione zoogeografica. Negli anni successivi, svolse indagini tassonomiche sulla fauna marina.
Dal 1899 al 1917 fu presidente della Società Danese di Storia Naturale. È stato l'autore del primo volume su Reptilia e Amphibia (Krybdyr og Padder) dell'importante serie sulla fauna danese Danmarks fauna del 1907.